# Tanjung Punti
Tanjung Punti is een bestuurslaag in het regentschap Aceh Utara van de provincie Atjeh, Indonesië. Tanjung Punti telt 151 inwoners (volkstelling 2010).